# Nanxi, Guangdong
Nanxi (kinesiska: 南溪) är en köping i sydöstra Kina. Den ligger i Puning i staden Jieyang i provinsen Guangdong, omkring 310 kilometer öster om provinshuvudstaden Guangzhou. Antalet invånare är 97 747. Befolkningen består av 47 797 kvinnor och 49 950 män. Barn under 15 år utgör 26,0 %, vuxna 15-64 år 66 %, och äldre över 65 år 6,0 %.